# スヴィスラチ (マヒリョウ州)
スヴィスラチ（ベラルーシ語: Свіслач）はベラルーシ・マヒリョウ州アシポヴィチ地区(ru)の自治体である。

## 地理
スヴィスラチはアシポヴィチ地区の東端、ヴャレジナ川にスヴィスラチ川が合流する地点にある。スヴィスラチの名はこの河川の名に由来する。

## 歴史
歴史的なスヴィスラチの街は、ベラルーシに最も古くからあった集落の一つでもある。スヴィスラチに残る都市遺構はポロツク公国期のものであり、その城址は11 - 12世紀の建築形式である。後にスヴィスラチはスヴィスロチ公国の首都となった。
13世紀半ばのモンゴルのルーシ侵攻以降、ベラルーシにはリトアニア大公国が進出するが、14世紀のロシアの地理誌にもスヴィスラチは記されている。中世のスヴィスラチの街はリトアニア大公の領有地であり、ナメストニクによって管理されていた。17世紀にはラジヴィウ家が領有した。
1793年（第2次ポーランド分割）より、スヴィスラチは帝政ロシア領となり、1801年にミンスク県ボブルイスク郡(ru)の一部となった。19世紀のスヴィスラチでは、年に2回ヤルマルカ(ru)（定期市）が開かれていた。1848年に学校が、1868年には教会教区学校(ru)が開校した。1895年には郵便局が設置された。1886年の人口は420人だった。
1919年に白ロシア・ソビエト社会主義共和国の一部となり、その後ソビエト連邦期を経て現在に至る。1999年の人口は852人。